# Tres
Pour les articles homonymes, voir Tres (homonymie).
 (septembre 2024).
Si vous disposez d'ouvrages ou d'articles de référence ou si vous connaissez des sites web de qualité traitant du thème abordé ici, merci de compléter l'article en donnant les références utiles à sa vérifiabilité et en les liant à la section « Notes et références ».
Le tres est un instrument de musique à cordes. 
Il s'agit dans ses débuts d'une petite guitare rudimentaire fabriquée à partir du XVIIe siècle à Cuba. Il s'est répandu ensuite à Porto Rico, en République dominicaine et au Mexique, puis dans la musique latine en général.

## Lutherie
D'abord taillé dans le bois épais d'un cageot de morue et tendu de trois paires (trois groupes de trois à l'origine) ou chœurs de cordes en boyau d'agouti (tres signifie trois en espagnol), le tres est monté aujourd'hui de six cordes en métal, semblables à celles de la guitare folk, chaque paire de cordes comportant une corde lisse et une filée. Le corps est réalisé avec du bois tendre et le manche est fait de bois dur.  

## Jeu
Il est joué avec un plectre, soit assis, soit debout, grâce à une lanière.
L'accordage original du tres était en ré mineur (ré, fa, la), mais il a été changé en do majeur (sol, do, mi) par le virtuose aveugle Arsenio Rodriguez. Les cordes de chœurs en sol et en mi sont accordés à l'octave tandis que celles du chœur en do sont accordées à l'unisson. Cet accordage a un double rôle, celui de permettre de jouer aussi bien une base rythmique (le guajeo) que des improvisations mélodiques. 
Le tres est joué dans la trova, le punto et la musique paysanne cubaine connue sous le nom de son cubain. C'est l'instrument des débuts de Compay Segundo. Il est encore utilisé par presque tous les orchestres typiques de Santiago de Cuba car il n'y a pas, ou peu, de pianos dans cette région où est né le son cubain. Certains orchestres qui jouent un son évolué, comme le Septeto Santiaguero en font aussi un instrument soliste dans les mains de Fernando Dewar. Plus on se rapproche de La Havane, et plus le piano l'a remplacé et a permis des évolutions notables dans les styles de la musique cubaine comme la salsa.